# Percilia irwini
La carmelita de Concepción (Percilia irwini) es una especie de peces de agua dulce del género Percilia del orden Centrarchiformes. Habita en biotopos templados o templado-fríos del sudoeste de América del Sur.

## Taxonomía
Descripción original
Percilia irwini fue descrita originalmente en el año 1927 por el ictiólogo estadounidense —nacido en Alemania— Carl Henry Eigenmann.
Localidad tipo
La localidad tipo referida es: “río Nonguén, en los terrenos de la Escuela de Agricultura, ciudad de Concepción, Chile”.
Holotipo
El ejemplar holotipo designado es el catalogado como: CAS 49919.
Etimología
Etimológicamente, el término genérico Percilia deriva del idioma griego, en donde: perke significa ‘perca’. El epíteto específico irwini es un epónimo que refiere a Irwin, que es el apellido de la persona a quien le fue dedicada.
Relaciones filogenéticas
Junto con Percilia gillissi Girard, 1855, son las únicas especies que integran el género Percilia, el cual es el único de los que componen la familia Perciliidae que vive en Sudamérica.

## Características
Morfología
La carmelita de Concepción es un pez pequeño (no supera los 85 mm) de cuerpo oblongo o ligeramente alargado, cubierto con grandes escamas ctenoides. Carece de escamas la región cráneo-frontal, el infraorbital 1 y la mandíbula superior, pero exhibe escamas de tipo cicloide en la mejilla y en la región opercular. El perfil de la cabeza redondea suavemente, con el hocico proyectado ligeramente anterior a la mandíbula inferior. Los huesos infraorbitario, opercular, subopercular, interopercular y post-temporal tienen márgenes lisos, mientras que el preopérculo está escasamente dentado.
Coloración
El patrón cromático que presentan los especímenes adultos es de un brillante color naranja-amarillento; las partes superiores son gris oscuras con tono verde amarillento, esta coloración es ligeramente más clara hacia los lados del cuerpo; las partes inferiores son cremoso-amarillento claro. Las aletas son de fondo claro sobre el cual se disponen bandas oscuras.

## Hábitos
Se conoce poco sobre la biología y comportamiento de la carmelita de Concepción; se han realizado estudios sobre sus cambios ontogenéticos.
Este pez posee buena capacidad natatoria, aunque realiza cortos desplazamientos, posándose sobre el sustrato o en las plantas acuáticas. Su dieta está integrada por macroinvertebrados acuáticos: pequeños crustáceos e insectos (especialmente Ephemeroptera y Diptera).

## Distribución y hábitat
La carmelita de Concepción se distribuye de manera endémica en ríos al occidente de la cordillera de los Andes en el centro-sur de Chile, específicamente en la Región del Biobío. Está restringida al río Andalién y a algunos afluentes del río Biobío, como el Tubul-Raqui, el Rahue y el Malleco; también se encuentra en los lagos andinos de La Laja, Icalma y Galletué. Respecto a Percilia gillissi, P. irwini se distribuye de manera mayormente alopátrica, sólo ha sido publicada simpatría para la cuenca del río Andalién.

## Conservación
El estado de conservación de esta especie es preocupante, por lo que ha sido calificada como especie “en peligro” (EN).